# Paola Di Benedetto
Paola Di Benedetto (Vicenza, 8 gennaio 1995) è una conduttrice televisiva, conduttrice radiofonica, showgirl e modella italiana.

## Biografia
Nata nel 1995 a Vicenza, Paola è figlia di Antonella e Nino Di Benedetto, entrambi di origini siciliane; ha un fratello gemello che si chiama Giovanni.
Si è diplomata presso l'istituto tecnico economico. Durante l'adolescenza ha partecipato ad alcuni concorsi di bellezza. Si è classificata seconda a Miss Veneto, ha vinto il titolo di Miss Grand Prix 3 e Miss Antenna Tre ed è stata fra le finaliste di Miss Vicenza vincendo il titolo di Miss Model Girl. Ha iniziato a lavorare come modella, valletta, conduttrice e meteorina nei programmi dell'emittente locale TVA Vicenza, come: Sportivamente Domenica (2012) e Diretta Biancorossa (2014-2015).
Successivamente nel 2015 ha partecipato ai videoclip Sei bellissima e La mia cameretta,, entrambi videoclip di Luca Bretta. L'anno successivo, nel 2016, ha partecipato al videoclip Bomber de Il Pagante.
Nel 2016 ha partecipato alle selezioni di Miss Italia; poi ha iniziato a lavorare per le televisioni nazionali: è stata Madre Natura nella terz'ultima puntata di Ciao Darwin 7 - La resurrezione in onda su Canale 5 con la conduzione di Paolo Bonolis e Luca Laurenti e nel cast di ballerine di Colorado in onda su Italia 1, in cui è stata eletta Miss Colorado. Sempre nel 2016 ha partecipato allo spot pubblicitario per TIM. L'anno successivo, nel 2017, ha partecipato come opinionista fissa nel programma Casa Chi, in onda sulla piattaforma 361TV.
Nel 2018 ha partecipato come concorrente alla tredicesima edizione de L'isola dei famosi in onda su Canale 5 con la conduzione di Alessia Marcuzzi, venendo poi eliminata provvisoriamente nella sesta settimana e definitivamente in quella seguente, classificandosi tredicesima su venti concorrenti. Nello stesso anno ha partecipato come opinionista al programma Tiki Taka - Il calcio è il nostro gioco, in onda su Italia 1 con la conduzione di Pierluigi Pardo.
Tra novembre 2018 e gennaio 2019 è una delle opinioniste del programma Mai Dire Talk su Italia 1 condotto dal Mago Forest e dalla Gialappa's Band. Nel 2019 ha partecipato come opinionista nei talk show Mattino Cinque, Pomeriggio Cinque e Domenica Live. Nello stesso anno è stata vittima del programma di Italia 1 Le Iene.
Dall'8 gennaio all'8 aprile 2020 ha partecipato come concorrente alla quarta edizione del Grande Fratello VIP in onda su Canale 5 con la conduzione di Alfonso Signorini, uscendone vincitrice con il 56% delle preferenze contro Paolo Ciavarro, decidendo di devolvere l'intero montepremi di 100 000 euro in beneficenza a Mediafriends per sostenere la lotta alla COVID-19 e non solo la metà come previsto dal regolamento. Con questa vittoria è diventata l'ottava donna a vincere un'edizione del format Grande Fratello e la seconda donna a vincere un'edizione della versione VIP del reality.
Nell'autunno 2020 ha condotto il programma Disconnessi On the Road, insieme a Paolo Ciavarro e Giulia Salemi, in onda in seconda serata su Italia 1. Il 10 novembre 2020 ha pubblicato il suo primo libro edito da Mondadori Rizzoli, Se ci credi. Ci vogliono testa e cuore. Nello stesso anno ha partecipato come concorrente al programma Giù in 60 secondi - Adrenalina ad alta quota. Sempre nel 2020 ha preso parte al programma E poi c'è Cattelan, in onda su Sky Uno con la conduzione di Alessandro Cattelan.
Dal 2020 ha iniziato a lavorare come conduttrice radiofonica per le radio come RTL 102.5 e Radio Zeta. Nel 2021 è stata vittima della quarta puntata della quindicesima edizione del programma Scherzi a parte, in onda su Canale 5 con la conduzione di Enrico Papi. Nel 2021 e nel 2022 ha condotto i programmi Hot Factor e Ante Factor, entrambi spin-off di X Factor in onda su Sky Uno e TV8. Sempre dal 2021 conduce l'evento musicale RTL 102.5 Power Hits Estate, in onda su RTL 102.5 TV, TV8 e Sky Uno.
Nel 2022 ha condotto su Rai 1 insieme a Roberta Capua e Ciro Priello PrimaFestival, spin-off del Festival di Sanremo. Nello stesso anno ha partecipato come concorrente al game show Soliti ignoti - Il ritorno, in onda su Rai 1 con la conduzione di Amadeus ed è stata testimonial per lo spot pubblicitario di Acqua Vitasnella. Dal 2022 conduce l'evento musicale Radio Zeta Future Hits Live, in onda su Radio Zeta TV, RTL 102.5 TV, TV8 e Sky Uno.
Il 31 gennaio 2023 ha partecipato come concorrente nella squadra dei Millennials insieme ad Emanuel Caserio, Alessandro Egger e Soleil Sorge nel programma Boomerissima, in onda su Rai 2 con la conduzione di Alessia Marcuzzi. Nello stesso anno ha preso parte, insieme all'attore Giacomo Giorgio, al video musicale Come vuoi di Geolier ed è stata testimonial per lo spot pubblicitario di Oral-B. Il 21 maggio dello stesso anno ha condotto, insieme alla Gialappa's Band e a Mago Forest, la prima puntata del programma in onda su TV8 GialappaShow. Nel 2024 ha partecipato come concorrente al game show Tris per vincere, in onda su TV8 con la conduzione di Nicola Savino. Dal 9 dicembre dello stesso anno è tornata su RTL 102.5 per condurre il programma Miseria e nobiltà.

## Vita privata
Dal 2014 al 2018 ha avuto una relazione con il calciatore e difensore Matteo Gentili.
Da giugno 2018 a giugno 2021 è stata legata sentimentalmente al cantante Federico Rossi del duo musicale Benji & Fede.
Da luglio 2023 ha una relazione con il calciatore e difensore Raoul Bellanova.

## Programmi televisivi
- Miss Vicenza (TVA Vicenza, 2012) - concorrente
- Miss Antenna Tre (TVA Vicenza, 2012) - concorrente
- Sportivamente Domenica (TVA Vicenza, 2012-2013) - co-conduttrice
- Diretta Biancorossa (TVA Vicenza, 2014-2015) - conduttrice
- Ciao Darwin 7 - La resurrezione (Canale 5, 2016) - madre natura
- Colorado (Italia 1, 2017-2018) - ballerina, valletta
- L'isola dei famosi 13 (Canale 5, 2018) - concorrente
- Mai Dire Talk (Italia 1, 2018-2019) - opinionista
- Grande Fratello VIP 4 (Canale 5, 2020) - concorrente, vincitrice
- Disconnessi On the Road (Italia 1, 2020) - co-conduttrice
- Giù in 60 secondi - Adrenalina ad alta quota (Italia 1, 2020) - concorrente
- RTL 102.5 Power Hits Estate (RTL 102.5 TV, TV8, Sky Uno, dal 2021) - conduttrice
- Hot Factor (Sky Uno, TV8, 2021-2022) - conduttrice
- Ante Factor (Sky Uno, TV8, 2021-2022) - conduttrice
- PrimaFestival (Rai 1, 2022) - co-conduttrice
- Radio Zeta Future Hits Live (Radio Zeta TV, RTL 102.5 TV, TV8, Sky Uno, dal 2022) - conduttrice
- GialappaShow (TV8, 2023) - co-conduttrice

## Web TV
- Casa Chi (361TV, 2017) - opinionista

## Radio
- Generazione Zeta (Radio Zeta, 2020-2023)
- Miseria e nobiltà week-end (RTL 102.5, 2020-2023)
- The Flight (RTL 102.5, 2021-2023)
- Miseria e nobiltà (RTL 102.5, dal 2024)

## Filmografia

### Attrice

#### Videoclip
- Sei bellissima di Luca Bretta (2015)
- La mia cameretta di Luca Bretta (2016)
- Bomber de Il Pagante (2016)
- Come vuoi di Geolier (2023)

## Spot pubblicitari
- TIM (2016)
- Acqua Vitasnella (dal 2022)
- Oral-B (dal 2023)

## Opere
- Paola Di Benedetto, Se ci credi. Ci vogliono testa e cuore, Rizzoli, 2020, ISBN 9788817154185.